# 川井駅
川井駅（かわいえき）は、東京都西多摩郡奥多摩町川井にある、東日本旅客鉄道（JR東日本）青梅線の駅である。駅番号はJC 70。

## 歴史
- 1944年（昭和19年）7月1日：運輸通信省青梅線 御嶽 - 氷川（現･奥多摩）間開通と同時に開業[2][3]。旅客営業のみを行う[3]。
- 1958年（昭和33年）4月10日：手荷物扱い廃止[3]。
- 1971年（昭和46年）2月1日：無人化される[4]。
- 1987年（昭和62年）4月1日：国鉄分割民営化に伴い、東日本旅客鉄道（JR東日本）の駅となる[2][3]。
- 2002年（平成14年）2月8日：ICカード「Suica」の利用が可能となる[5][6]。
- 2011年（平成23年）3月1日：現駅舎の供用を開始する[7]。
- 2017年（平成29年）1月24日：自動券売機での切符の発売、ICカードのチャージ等を終了。

## 駅構造
青梅駅管理の無人駅であり、単式ホーム1面1線をもつ地上駅である。乗車駅証明書発行機、簡易Suica改札機が設置されている。現駅舎は、2010年（平成22年）11月より建て替え工事が行われ、2011年（平成23年）3月1日に供用開始されたものである。駅施設としてのトイレは設置されていないが、改札外に公衆トイレ（奥多摩町管理）が設けられている。
ホーム設置場所の線形は曲率半径が小さくなっていることから、列車とホームの間隔が比較的大きい。1999年（平成11年）10月29日には、旅客が転落したまま電車が発車してしまい死亡するという事故が発生した。その後、転落検知器や照明、監視カメラが整備された。なお青梅線の他の無人駅に比べて防犯カメラの数が比較的多く、ホーム上に多数設置されているのはこのためである。
御嶽駅寄りにあった東川井信号場は奥多摩からの石灰石貨物輸送廃止に伴い、2001年（平成13年）3月20日に廃止された。

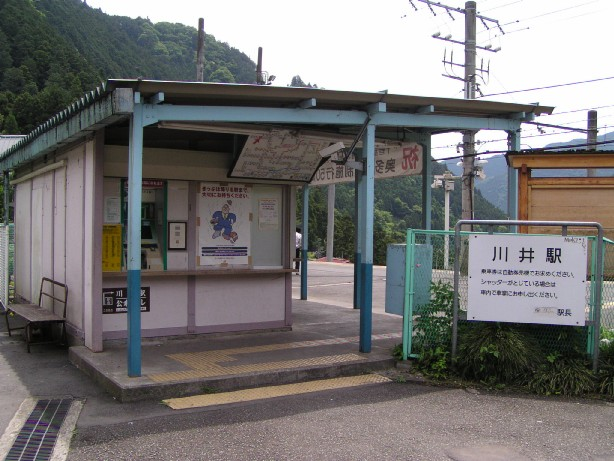
改修前の駅舎（2005年6月）
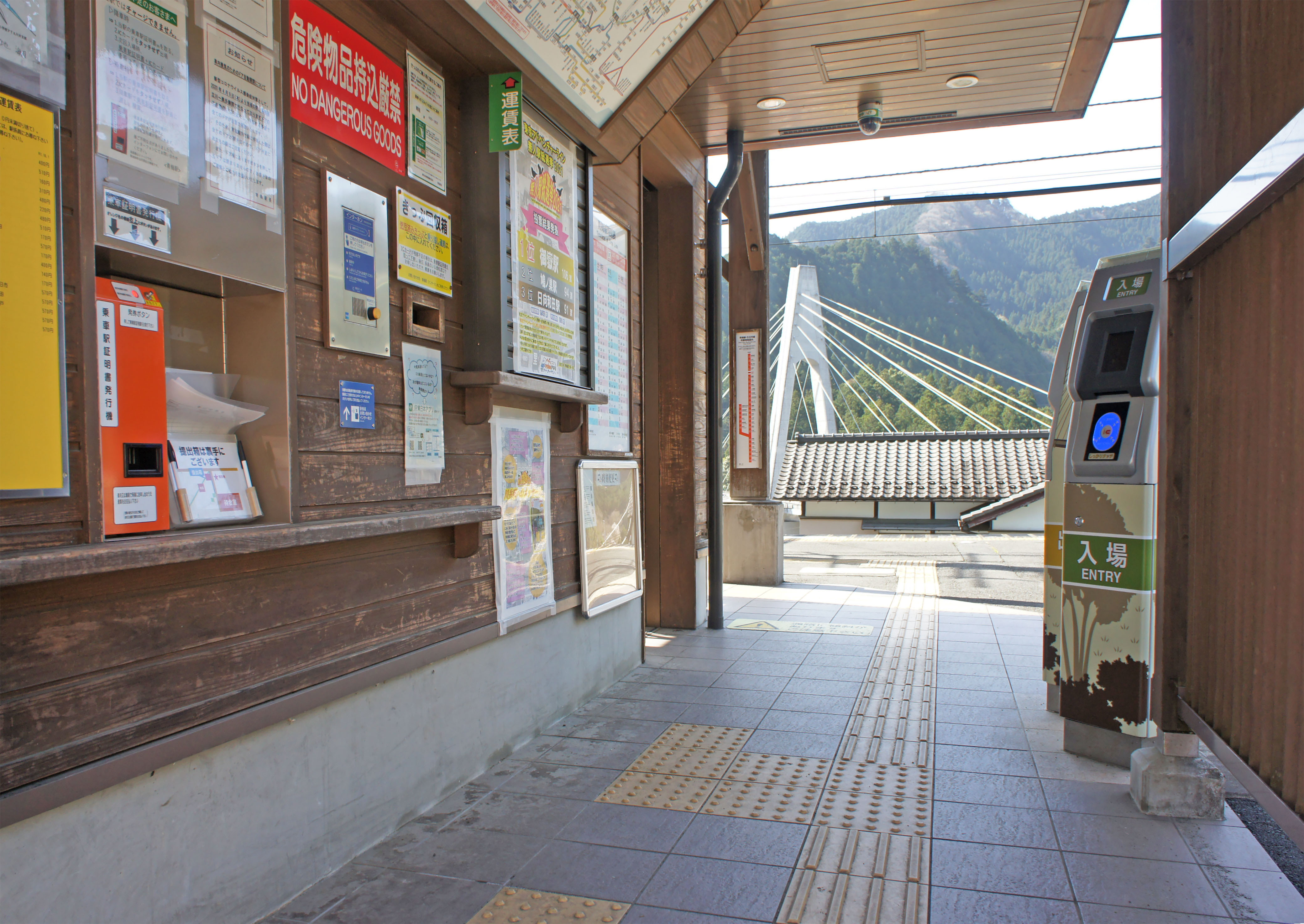
改札口（2022年4月）
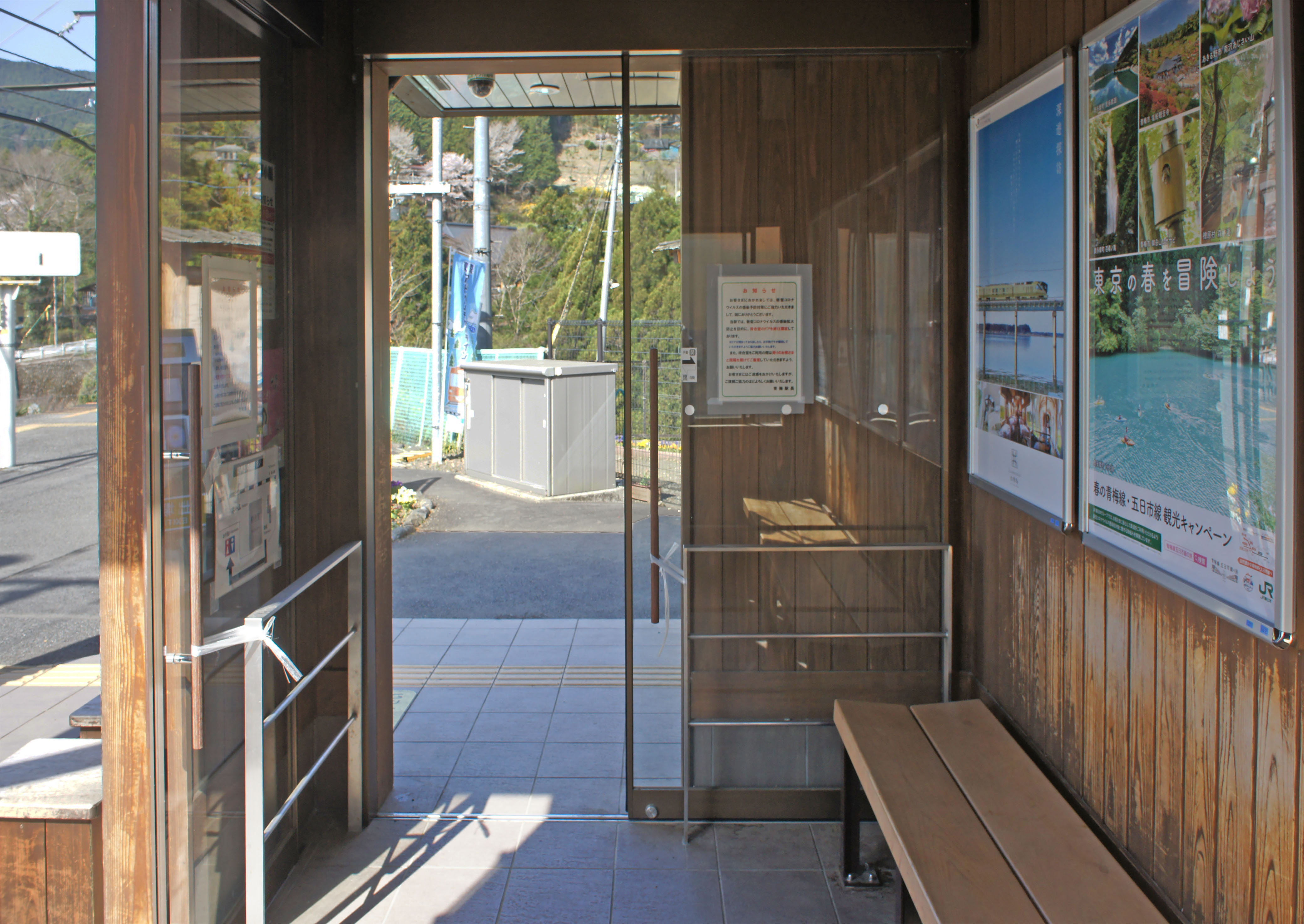
待合室（2022年4月）
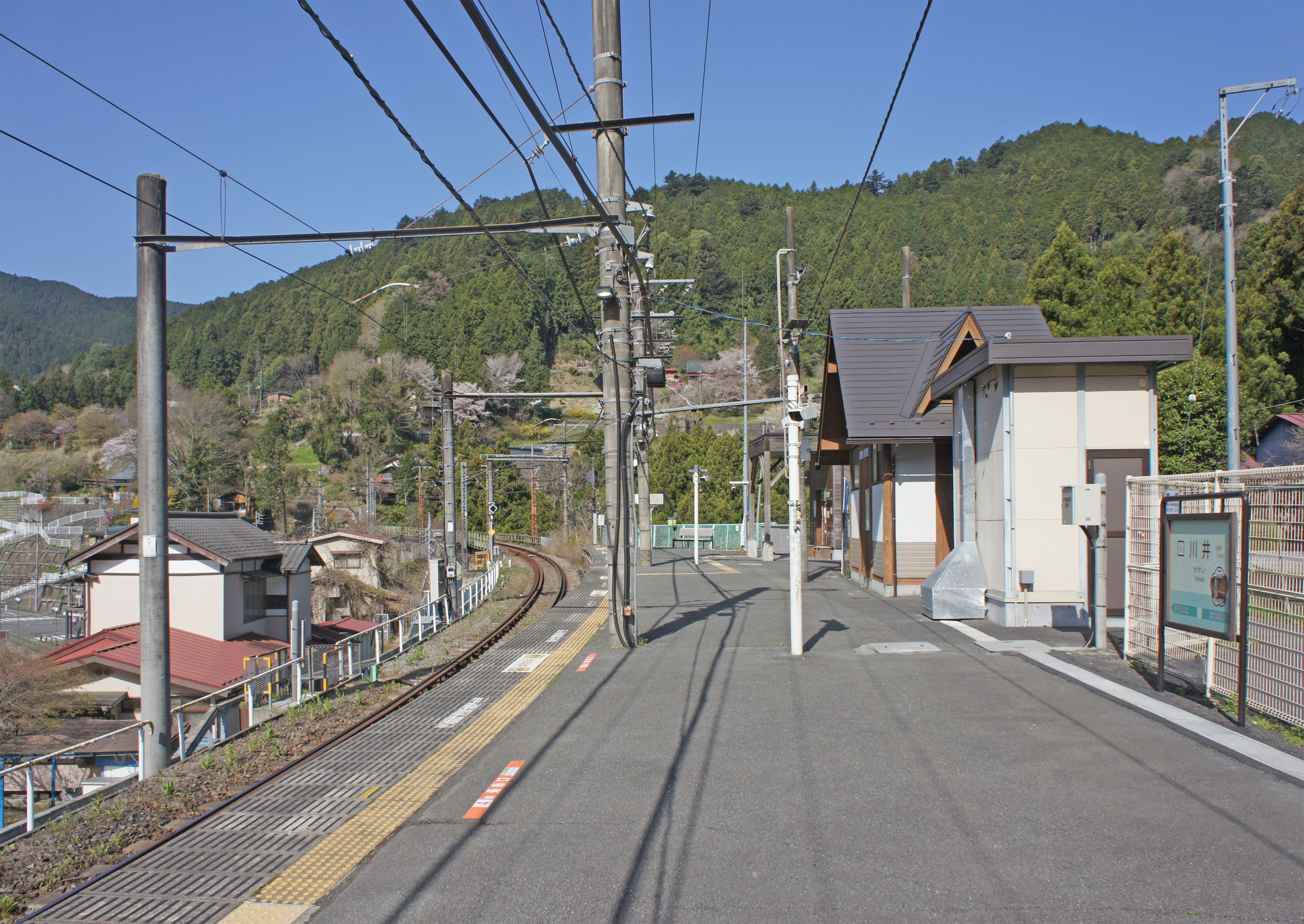
ホーム（2022年4月）
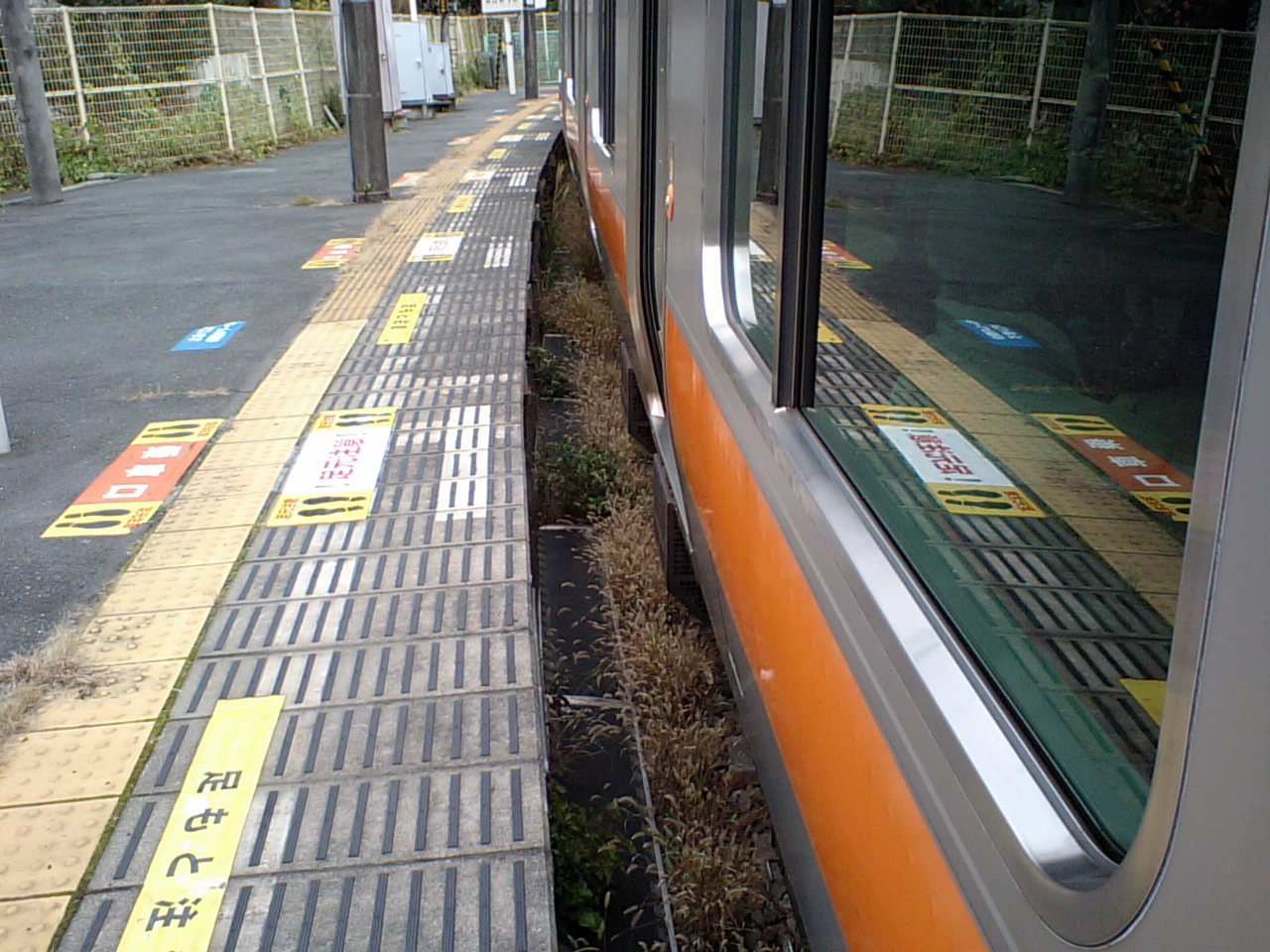
ホームと車両間の隙間。転落検知器が設置されている（2010年11月）

## 利用状況
2010年（平成22年）度の1日平均乗車人員は233人である。
近年の推移は下記の通り。
| 年度               | 1日平均 乗車人員 | 出典     |
| ------------------ | ---------------- | -------- |
| 1990年（平成02年） | 230              | [ * 1 ]  |
| 1991年（平成03年） | 270              | [ * 2 ]  |
| 1992年（平成04年） | 282              | [ * 3 ]  |
| 1993年（平成05年） | 285              | [ * 4 ]  |
| 1994年（平成06年） | 252              | [ * 5 ]  |
| 1995年（平成07年） | 265              | [ * 6 ]  |
| 1996年（平成08年） | 260              | [ * 7 ]  |
| 1997年（平成09年） | 242              | [ * 8 ]  |
| 1998年（平成10年） | 241              | [ * 9 ]  |
| 1999年（平成11年） | 219              | [ * 10 ] |
| 2000年（平成12年） | 208              | [ * 11 ] |
| 2001年（平成13年） | 197              | [ * 12 ] |
| 2002年（平成14年） | 216              | [ * 13 ] |
| 2003年（平成15年） | 221              | [ * 14 ] |
| 2004年（平成16年） | 230              | [ * 15 ] |
| 2005年（平成17年） | 225              | [ * 16 ] |
| 2006年（平成18年） | 227              | [ * 17 ] |
| 2007年（平成19年） | 224              | [ * 18 ] |
| 2008年（平成20年） | 227              | [ * 19 ] |
| 2009年（平成21年） | 233              | [ * 20 ] |
| 2010年（平成22年） | 233              | [ * 21 ] |

## 駅周辺
- 青梅街道（国道411号）
- 東京都道202号上成木川井線
- 多摩川
- 大丹波川
- 奥多摩大橋
- 川井キャンプ場
- 奥多摩町立古里中学校（平成27年3月で閉校）
- 西東京バス「川井駅」停留所

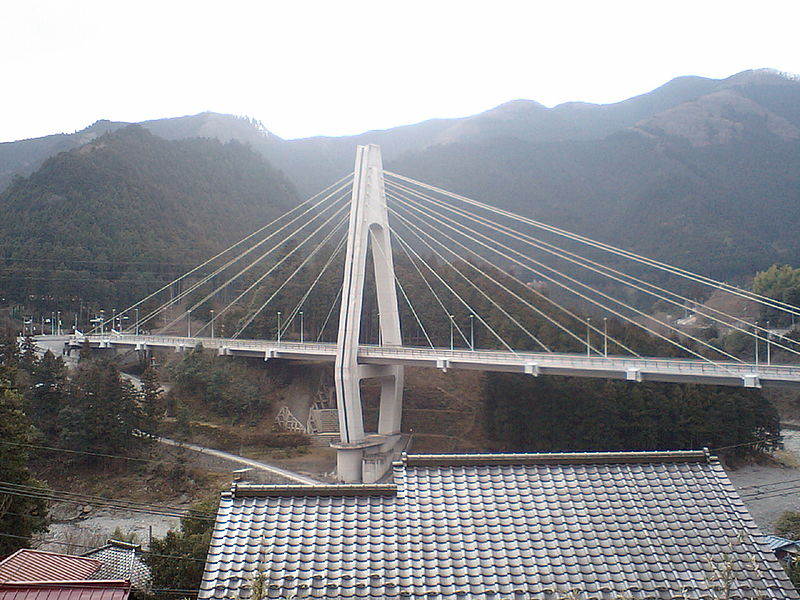
ホームから見る奥多摩大橋。多摩川北岸道路（青梅街道）と、多摩川南岸道路（吉野街道）を結んでいる。

## 隣の駅
東日本旅客鉄道（JR東日本）
 青梅線（東京アドベンチャーライン）
■各駅停車
御嶽駅 (JC 69) - 川井駅 (JC 70) - 古里駅 (JC 71)

### 記事本文
1. 1 2 3 4 5  『週刊 JR全駅・全車両基地』 46号 甲府駅・奥多摩駅・勝沼ぶどう郷駅ほか79駅、朝日新聞出版〈週刊朝日百科〉、2013年7月7日、23頁。
2. 1 2 3  曽根悟（監修） 著、朝日新聞出版分冊百科編集部 編『週刊 歴史でめぐる鉄道全路線 国鉄・JR』 38号 青梅線・鶴見線・南武線・五日市線、朝日新聞出版〈週刊朝日百科〉、2010年4月11日、10-11頁。
3. 1 2 3 4 5  石野哲 編『停車場変遷大事典 国鉄・JR編 II』（初版）JTB、1998年10月1日、195頁。ISBN 978-4-533-02980-6。
4. ↑  「通報 ●青梅線宮ノ平駅ほか4駅の駅員無配置について（旅客局）」『鉄道公報』日本国有鉄道総裁室文書課、1971年1月30日、5面。
5. ↑  「鉄道記録帳2002年2月」『RAIL FAN』第49巻第5号、鉄道友の会、2002年5月1日、24頁。
6. ↑  「JR年表」『JR気動車客車編成表 '02年版』ジェー・アール・アール、2002年7月1日、187頁。ISBN 4-88283-123-6。
7. 1 2  『青梅線 川井駅に新しい駅舎が誕生します!』（PDF）（プレスリリース）東日本旅客鉄道八王子支社、2011年2月25日。オリジナルの2017年2月6日時点におけるアーカイブ。2020年4月14日閲覧。
8. ↑  『五日市線 武蔵増戸駅、青梅線 川井駅・白丸駅が生まれ変わります』（PDF）（プレスリリース）東日本旅客鉄道八王子支社、2010年11月25日。オリジナルの2020年4月13日時点におけるアーカイブ。2020年4月21日閲覧。
9. ↑  『読売新聞』1999年（平成11年）10月31日 東京朝刊32面

### 利用状況
1. ↑  東京都統計年鑑 - 東京都

東京都統計年鑑
1. ↑  東京都統計年鑑（平成2年）
2. ↑  東京都統計年鑑（平成3年）
3. ↑  東京都統計年鑑（平成4年）
4. ↑  東京都統計年鑑（平成5年）
5. ↑  東京都統計年鑑（平成6年）
6. ↑  東京都統計年鑑（平成7年）
7. ↑  東京都統計年鑑（平成8年）
8. ↑  東京都統計年鑑（平成9年）
9. ↑  東京都統計年鑑（平成10年） (PDF)
10. ↑  東京都統計年鑑（平成11年） (PDF)
11. ↑  東京都統計年鑑（平成12年）
12. ↑  東京都統計年鑑（平成13年）
13. ↑  東京都統計年鑑（平成14年）
14. ↑  東京都統計年鑑（平成15年）
15. ↑  東京都統計年鑑（平成16年）
16. ↑  東京都統計年鑑（平成17年）
17. ↑  東京都統計年鑑（平成18年）
18. ↑  東京都統計年鑑（平成19年）
19. ↑  東京都統計年鑑（平成20年）
20. ↑  東京都統計年鑑（平成21年）
21. ↑  東京都統計年鑑（平成22年）